# سن لئون انرژی
سن لئون انرژی (انگلیسی: San Leon Energy) شرکت نفت و گاز ایرلندی است، که در سال ۱۹۹۵ تأسیس شد.